# Giovanni Battista Piazza
Giovanni Battista Piazza (nascut a Roma a finals del segle xvi) fou un compositor i possiblement instrumentista italià.
Sembla que va ser alumne de Vincenzo Ugolini, amb el que aprengué a tocar amb perfecció diversos instruments, i probablement va continuar vivint a Roma, tot i que potser es va traslladar al nord d'Itàlia, possiblement a Venècia, ja que la seva música restà impresa quasi tota, precisament en aquella ciutat. Es creu que tenia connexions amb la família Ongaro, que incloïa el poeta Antonio Ongaro.
Va publicar almenys tres llibres de música instrumental, i moltes obres per a viola, entre elles: Canzoni per una viola, libro I (2.e. Venècia 1633); Canzoni per a viola, libro II (Venècia, 1627); Balletti e correnti a una viola con basso (Venècia, 1628); Ciacone, passacaglie, balletti e correnti per una viola; Canzoni per una viola, lib. V; Canzonette per una viola, etc.